# Faust Socini
Faust Socini (5 de desembre de 1539 - 4 de març de 1604) fou un reformador antitrinitari italià.
Nascut a Siena, en una família acomodada, cosa que li va permetre dedicar-se íntegrament als estudis. Influït pel seu oncle Lelio Socino (1529-1562), va desenvolupar una teologia racionalista basada en el rebuig de la Trinitat, que arribaria a ser coneguda posteriorment com a socinianisme. Des de 1580 residí a Polònia, on va ser el pensador més influent de l'església antitrinitària dels Germans Polacs, de teologia servetiana i anabaptista, malgrat que mai arribà a ser-ne membre per negar-se a ser batejat de nou. Casat en 1586 amb Elizabeth Morsztyn, va tenir una filla i enviudà l'any següent. Després de ser assaltat i colpejat brutalment per estudiants catòlics el 1594, la seva salut quedà greument tocada. Morí deu anys després a Luslawice (Polonia). Les seves obres escrites són principalment comentaris sobre els evangelis i correspondència. El seu pensament teològic quedà resumit pels seus seguidors en el Catecisme Racovià (1609). La teologia sociniana es considera l'origen de l'unitarisme.